# Canaries
Canaries (in Kreolisch: Kanawe) ist ein Ort im Quarter (Distrikt) Gros Islet an der Westküste des Inselstaates St. Lucia in der Karibik. Das kleine Fischerdorf schmiegt sich zwischen Anse La Raye und Soufriere an die Küste. Die West Coast Road verbindet den ort mit den benachbarten Dörfern und es gibt malerische Ausblicke von allen Seiten. Der Name ist nicht zu verwechseln mit der englischen Bezeichnung für die Kanarischen Inseln (Canary Islands).

## Geographie
Canaries liegt etwa 12,9 Kilometer von Castries entfernt. Das Dorf hat 1306 Einwohner und ist somit der fünftkleinste Ort der Insel. Nahe der Stadt werden Bananen und Kokosnüsse angebaut.
Der Ort liegt südlich von Jambette Point an der Anse des Canaries (Canaries Bay). Oberhalb des Ortes steigt die Küste steil an zum Mount Siquot (162 m), an dessen Flanke auch der Canaries River verläuft. Nordöstlich des Ortes erhebt sich der Mount Regnier (373 m). Bis in die 1960er gab es keine Straßen zum Dorf, so dass man nur mit dem Boot dorthin gelangen konnte. Seit der Konstruktion der West Coast Road gibt es auch eine Busverbindung nach Castries und Soufriere.

## Geschichte
Der kreolische Name Kanawe ist das amerindianische Wort für „Kochtopf“. In Canaries gab es früher eine große Zuckerplantage, die sich im Flusstal des Canaries nach Osten erstreckte. Canaries existiert wohl schon seit 1763. Die ersten Siedler kamen von der benachbarten Insel Martinique.
1876 wurde eine katholische Schule gegründet und nach 1929 gab es einen Kindergarten und eine Junior School.
Als der Preis für Zucker Mitte des 20. Jahrhunderts zusammenbrach, schloss die Plantage und viele Einwohner wanderten nach England aus. Von ihnen sandten viele Geld zu ihren daheimgebliebenen Familien, wodurch sich einige lokale Firmen entwickeln konnten.

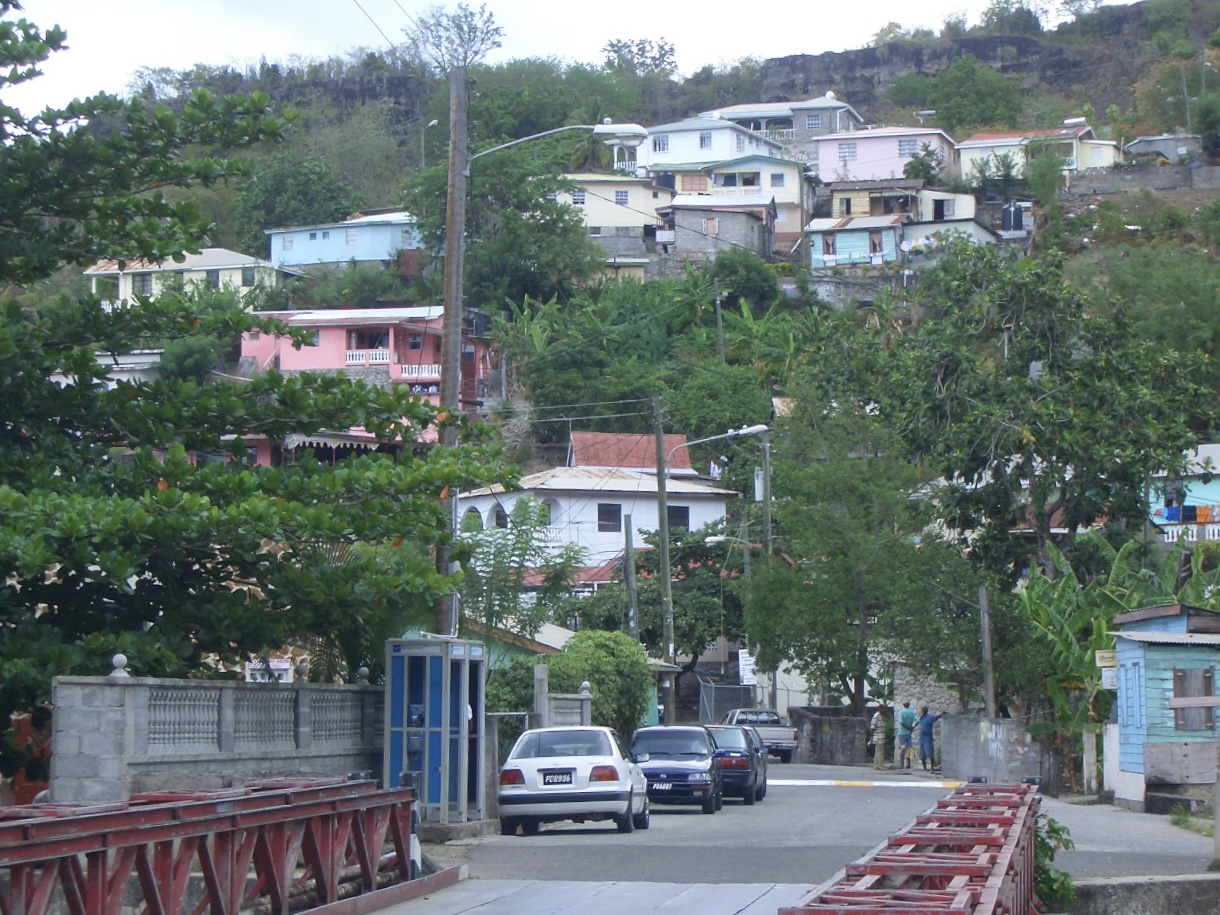
Canaries

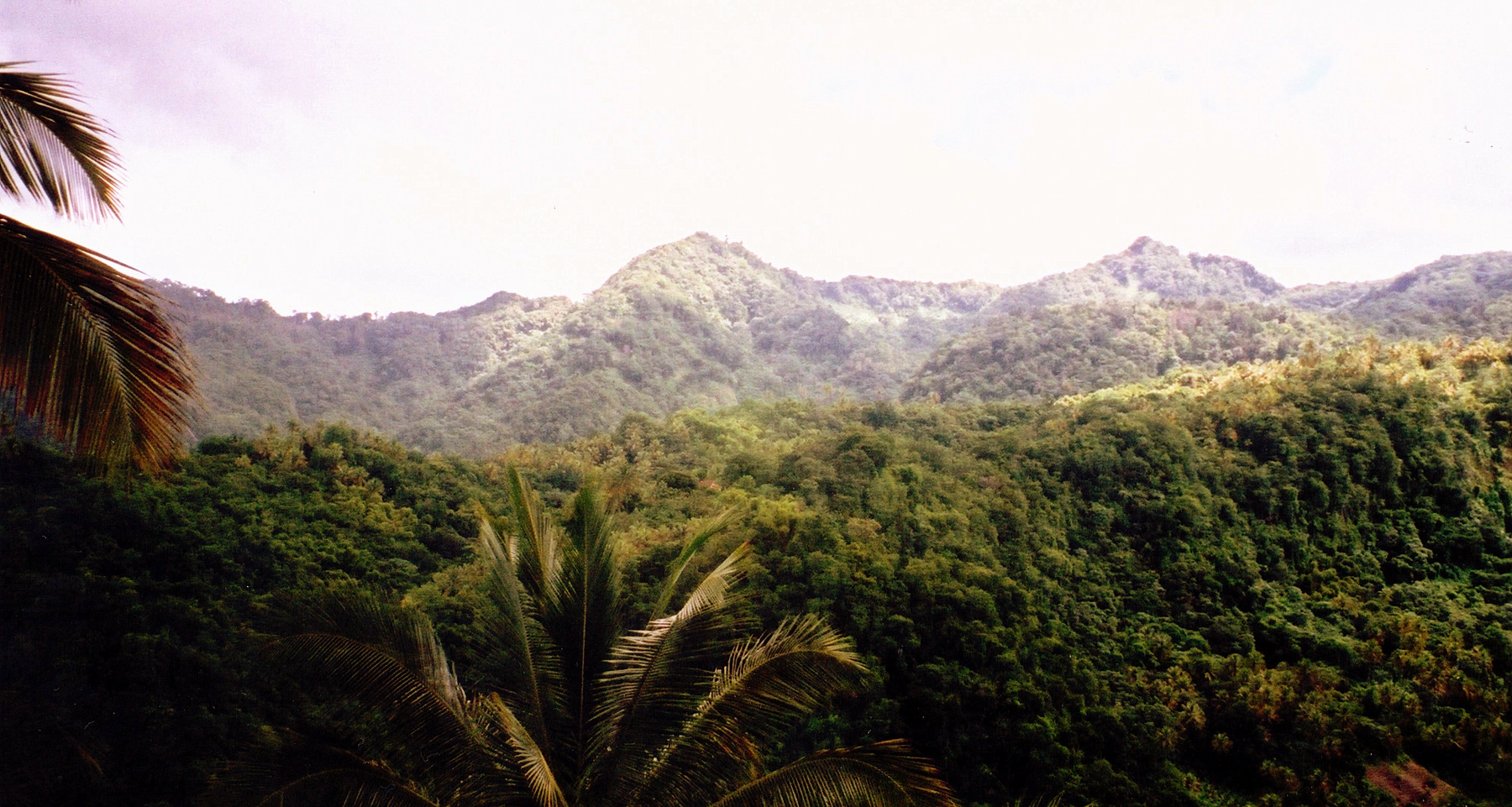
Rain forest SE of Canaries

## Klima
Nach dem Köppen-Geiger-System zeichnet sich Canaries durch ein tropisches Klima mit der Kurzbezeichnung Af aus.